# Птице Србије: процена величина популација и трендова гнездарица
Птице Србије: процена величина популација и трендова гнездарица, велике групе аутора је књига настала да се научно обраде и сумирају знања стечена у познавању птица у савременом периоду (2008-2013). Књига је једна од важнијих стручних референци за све који проучавају птице у Србији.

## Опис и концепција
Сличан подухват изведен је од тима наших орнитолога 2003. године, када је исто тако велика група аутора објавила прве савремене податке о птицама региона. Тада је за Србију изведена листа од 333 признатих птица за локалну авифауну, од којих је 247 врста била гнездарица. Тада су подаци приказани сумарно за Србију и Црну гору, као тадашњу државну заједницу (СЦГ). Нешто смањен број у односу на раније листе (и до 353 врсте увршћене у списак птица које би биогеографски припадале фауни Србије) аутори објашњавају потребом да се дотадашња листа "очисти" од врста које су раније укључене у списак на основу присуства на неким од законских докумената, а којих реално нема у Србији. Овај рад значајан је и због детаљног описа типова станишта у којима птице код нас живе.
Тај прелиминарни рад требало је усавршити и надопунити новим, савременим подацима. И орнитологија као наука се постепено развија, са растућим бројем посматрача птица и стручњака. Том сумирању резултата послужила је актуелна књига "Птице Србије: процена величина популација и трендова гнездарица" објављена 2015. године у Новом Саду.

## Методологија
Обрада птица и увршћивање у актуелну листу одвијало се по строго утвђеној методологији. Птице су подељене у следеће групе:
- Ретке и врло ретке врсте гнездарица,
- Обичне и бројне, редовне врсте гнездарица,
- Честе, веома честе, редовне врсте гнездарица.

Гледао се и тренд популација (да ли је стабилан, опадајући или флуктуира), а такође и обрађеност по врстама (као добар, средњи и лош), т. ј. ниво знања којим се располаже о појединим птицама.
Списак птица Србије према овој публикацији садржи 240 врсте, што се обзиром на стручност аутора може сматрати званичним бројем врста птица гнездарица у Србији. Број укупно посматраних врста (пролазнице, луталице) је нешто већи.